# Ferradal (Boal)
Ferradal es una casería perteneciente a la parroquia de Boal, en el concejo de Boal, comarca de Eo-Navia, Principado de Asturias, España.
Cuenta con una población de 6 habitantes (INE, 2013) y se encuentra a unos 580 m de altura sobre el nivel del mar. Situada en la misma ladera que la capital del concejo, sobre ésta, dista algo más de 1 km de ella. Se puede acceder a esta localidad tomando la carretera que sube al cementerio de la villa de Boal, en cuyas cercanías se halla, tras La Barreira.